# 科隆比耶 (维埃纳省)
科隆比耶（法語：Colombiers，法語發音：[kɔlɔ̃bje] ⓘ）是法国新阿基坦大区维埃纳省的一个市镇，属于沙泰勒罗区。

## 地理
科隆比耶（46°46'20"N, 0°25'33"E）面积20.77 平方千米，位于法国新阿基坦大区维埃纳省，该省份为法国中西部省份，北起曼恩-卢瓦尔省和安德尔-卢瓦尔省，西接德塞夫勒省，南至夏朗德省，东南接上维埃纳省，东临安德尔省。
与科隆比耶接壤的市镇（或旧市镇、城区）包括：楠特雷、斯科尔贝-克莱尔沃、蒂雷、博蒙-圣西尔、若奈-马里尼。

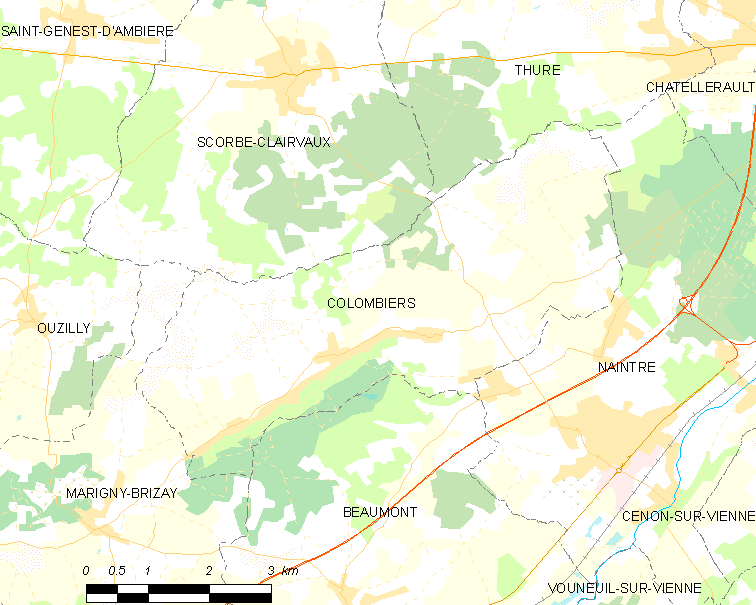
的OSM定位图

科隆比耶的时区为UTC+01:00、UTC+02:00（夏令时）。

## 行政
科隆比耶的邮政编码为86490，INSEE市镇编码为86081。

## 政治
科隆比耶所属的省级选区为沙泰勒罗第一县。

## 人口

1962-2008年间人口变化图示

科隆比耶于2022年1月1日时的人口数量为1418人。